# 彩虹駅
彩虹駅（さいこうえき）は香港九龍黄大仙区と観塘区に跨って位置するMTR観塘線の駅である。

## 駅構造
島式ホーム2面3線の地下駅。ホームドア設置駅。
| G 地面          | -           | 出口、公共交通ハブ                                   |
| L1 コンコース   | コンコース  | サービスセンター、駅商店、恒生銀行、自動券売機、 ATM |
| L2 観塘線ホーム | ➊番線       | ■観塘線 調景嶺方面→                                  |
| L2 観塘線ホーム | 島式ホーム  |                                                      |
| L2 観塘線ホーム | ➋番線 ➌番線 | 予備用                                               |
| L2 観塘線ホーム | 島式ホーム  |                                                      |
| L2 観塘線ホーム | ➍番線       | ←■観塘線 黄埔方面                                    |

### 駅構内施設
- セブンイレブン
- サークルK
- 美心西餅
- 大班麺包西餅
- 零食物語
- 快圖美
- 恒生銀行
- 恒生銀行ATM
- 中国銀行ATM
- 香港郵政ポスト

## 駅周辺
- 坪石邨（中国語版）
- 坪石公共運輸交匯処（中国語版）
- 清水湾道（中国語版）
- 坪石遊楽場（中国語版）
- 聖公会聖約翰曾肇添小学（中国語版）
- 五邑甄球学校（中国語版）
- 基督教励行会（中国語版）
- 香港浸会大学
- 麗晶花園（中国語版）
- 聖若瑟英文小学（中国語版）
- 匯八坊
- 清水湾道8号
- 彩虹泊車転乗公衆停車場
- 牛池湾文娯中心（中国語版）
- 彩雲邨（中国語版）
- 彩雲聖若瑟小学
- 牛池湾市政大厦（中国語版）
- 牛池湾街市
- 彩虹邨
- 牛池湾消防局
- 威豪花園
- 仏教孔仙洲紀念中学（中国語版）
- 斧山道遊泳池（中国語版）
- 斧山道運動場（中国語版）
- 彩坪閲覧室
- 香港儲蓄互助社協会
- 香港聾人協進会
- 明愛資訊科技中心
- 彩虹邨天主教英文中学（中国語版）
- 中華基督教会基華小学（中国語版）
- 香港撒瑪利亜防止自殺会
- 聖公会聖本徳中学（中国語版）
- 聖公会日修小学（中国語版）

## 歴史
- 1979年10月1日 - 開業。

## 隣の駅
香港MTR
■観塘線
鑚石山駅 - 彩虹駅 - 九龍湾駅